# Życzenie śmierci (film 2018)
Życzenie śmierci (ang. Death Wish) – amerykański film sensacyjny z 2018 roku w reżyserii Eliego Rotha, powstały na podstawie powieści Życzenie śmierci z 1972 roku autorstwa Briana Garfielda. Jest to szósta część z cyklu Życzenie śmierci oraz remake pierwszego filmu z 1974 roku o tym samym tytule. Główną rolę w filmie zagrał Bruce Willis.
Premiera filmu odbyła się 2 marca 2018 w Stanach Zjednoczonych. Miesiąc później, 13 kwietnia, obraz trafił do kin na terenie Polski.

## Fabuła
Chirurg Paul Kersey (Bruce Willis) na co dzień ratuje życie ofiarom wypadków i przestępstw. Pewnego dnia włamywacze zabijają jego żonę i ciężko ranią córkę. Kiedy policyjne śledztwo stoi w miejscu, mężczyzna postanawia dopaść kryminalistów na własną rękę. Wkrótce lekarz wymierza też sprawiedliwość innym przestępcom, a w mediach pojawiają się informacje o tajemniczym mścicielu.

## Obsada
- Bruce Willis jako chirurg Paul Kersey
- Vincent D’Onofrio jako Frank Kersey
- Dean Norris jako detektyw Kevin Raines
- Kimberly Elise jako detektyw Leonore Jackson
- Mike Epps jako doktor Chris Salgado
- Elisabeth Shue jako Lucy Rose Kersey
- Camila Morrone jako Jordan Kersey
- Ronnie Gene Blevins jako Joe
- Beau Knapp jako Knox
- Jack Kesy jako Tate „Fish” Karp
- Wendy Crewson jako doktor Jill Klavens
- Kirby Bliss Blanton jako Bethany
- Len Cariou jako Ben

## Produkcja
Zdjęcia do filmu zrealizowano w Montrealu (Kanada) i Chicago (Illinois). Okres zdjęciowy do filmu trwał od 24 września do 29 października 2016 roku.

## Odbiór

### Box office
Z dniem 4 kwietnia 2018 roku film Życzenie śmierci zarobił 33,5 milionów dolarów w Stanach Zjednoczonych i Kanadzie oraz 7,4 miliona dolarów w pozostałych państwach; łącznie 40,9 milionów dolarów w stosunku do budżetu produkcyjnego 30 milionów dolarów.

### Krytyka w mediach
Film Życzenie śmierci spotkał się z negatywną reakcją krytyków. W serwisie Rotten Tomatoes 17% ze stu siedemnastu recenzji filmu jest pozytywne (średnia ocen wyniosła 3,9 na 10). Na portalu Metacritic średnia ocen z 30 recenzji wyniosła 32 punkty na 100.